# Pulorejo (Ngoro)
Pulorejo is een bestuurslaag in het regentschap Jombang van de provincie Oost-Java, Indonesië. Pulorejo telt 5715 inwoners (volkstelling 2010).